# Албин Екдал
Албин Екдал (швед. Albin Ekdal; 28. јул 1989) шведски је фудбалер и репрезентативац који тренутно игра за Сампдорију.

## Клупска каријера
Са 17 година дебитовао је за клуб Бромапојкарна. У јануару 2008, Јувентус је постигао договор са Екдалом о преласку у њихове редове. Постојало је интересовање од стране великих европских клубова попут Челсија, Интера и Ајакса. Екдал је потписао уговор са „старом дамом” на 4 године, са платом од 600 хиљада евра годишње. За свој нови тим је дебитовао у пријатељском мечу против клуба Мецокороне. У лето 2009. Екдал је отишао на једногодишњу позајмицу у Сијену.
Екдал се 13. августа 2010. преселио у Болоњу; износ трансфера био је 5 милиона евра. Дана 20. августа 2011. прешао је у Каљари. Од 18. јула 2015. постао је члан немачког Хамбурга.

## Репрезентација
Дебитовао је 10. августа 2011. за шведску репрезентацију на пријатељској утакмици против Украјине.
У мају 2018. године, био је уврштен у састав Шведске на Светском првенству у Русији 2018. године.

## Приватни живот
Екдал је 13. марта 2020. године током пандемије вируса корона био позитиван на COVID-19.

## Статистика каријере

### Репрезентативна
Ажурирано 15. новембра 2019.
| Репрезентација | Година | Наступи | Голови |
| -------------- | ------ | ------- | ------ |
| Шведска        | 2011   | 1       | 0      |
| Шведска        | 2012   | 1       | 0      |
| Шведска        | 2013   | 5       | 0      |
| Шведска        | 2014   | 6       | 0      |
| Шведска        | 2015   | 7       | 0      |
| Шведска        | 2016   | 8       | 0      |
| Шведска        | 2017   | 4       | 0      |
| Шведска        | 2018   | 10      | 0      |
| Шведска        | 2019   | 8       | 0      |
| Укупно         | Укупно | 50      | 0      |